# Clytosaurus siamensis
Clytosaurus siamensis là một loài bọ cánh cứng trong họ Cerambycidae.